# 扎皮爾利亞 (拉特涅區)
51°31′54″N 24°42′2″E / 51.53167°N 24.70056°E
扎皮爾利亞（烏克蘭語：Запілля），是烏克蘭的村落，位於該國西部沃倫州，由科韋利區負責管轄，始建1847年，面積1.04平方公里，海拔高度164米，2022年人口100，人口密度每平方公里159.46人。